# بخش قاضی‌پور
بخش قاضی‌پور (به انگلیسی: Ghazipur district) یک منطقهٔ مسکونی در هند است که در Varanasi division واقع شده‌است. بخش قاضی‌پور ۳٬۳۷۷ کیلومتر مربع مساحت و ۳٬۶۲۰٬۲۶۸ نفر جمعیت دارد.